# Ainda Há Pastores?
Ainda Há Pastores? (deutsch.: „Gibt es noch Schäfer?“) ist ein portugiesischer Dokumentarfilm aus dem Jahr 2006.

## Handlung
In Casais de Folgosinho, einem abgelegenen Tal am Rande der ihrerseits bereits als abgelegen geltenden Gemeinde Folgosinho, inmitten des Serra-da-Estrela-Gebirges, war die Schafzucht neben der Landwirtschaft einst die wichtigste Tätigkeit. Der Film zeigt die letzten noch tätigen Schäfer und einen der wenigen Nachwuchsschäfer. Dieser zieht täglich mit einem Ghettoblaster und seinen Schafen auf die Berge, wo er am liebsten die volkstümliche Musik Quim Barreiros hört.
Ainda Há Pastores? zeigt dabei die imposante Natur der Berge und der weiten Täler, aber auch die einfachen und beschwerlichen Lebensverhältnisse, die ältere Bewohner nur widerwillig oder gar nicht aufgeben, nachdem der Fortschritt nun auch bis zu ihnen durchgedrungen ist.

## Rezeption
Neben den archaischen, teils bildgewaltigen Aufnahmen der Natur und der ursprünglichen Lebensweise der älteren Bewohner, die der Film porträtiert, hat insbesondere die Figur des Schäfers Hermínio nachhaltig die Aufmerksamkeit des Publikums auf sich gezogen. In der Folge wurde über das Werk landesweit berichtet.
Der Film gewann 2007 eine Reihe Preise auf Filmfestivals, insbesondere auf den Umweltfilmfestivals der EFFN, darunter denen in Turin, Kathmandu und Mexiko-Stadt, und beim CineEco in Seia und FICA im brasilianischen Goiás. Auch beim Filmfestival des Portugiesischen Films in Coimbra, dem Caminhos do Cinema Português, wurde er ausgezeichnet.
2007 wurde der Film als DVD von Costa do Castelo Films veröffentlicht, mit mehrsprachigen Untertiteln, umfangreichem Bonusmaterial, und einer begleitenden Website (inzwischen eingestellt). Seither ist er auch mehrmals vom Fernsehsender SIC ausgestrahlt worden, und erhielt auch hier gute Kritiken. Regisseur Jorge Pelicano arbeitet hauptberuflich als Kameramann und Journalist für die SIC. Dieser Film machte ihn dann landesweit als Regisseur bekannt.